# Луций Вабалат Атенодор
Луций Юлий Аврелий Септимий Вабалат Атенодор е владетел на Палмира (266 – 273), заедно с майка си Зенобия, и претендент за римски император.

## Биография
Роден е през 266 година в Палмира (дн. Източна Сирия). Той е син на Оденат, владетел на Палмира и основател на мимолетната Палмирска империя съществувала през ІІІ век сл. Хр., и Зенобия.
Тъй като е непълнолетен Вабалат оставя управлението на Палмирската империя в ръцете на майка си, която се разпорежда в Сирия, Египет, Анатолия, Палестина и Ливан. Римският император Аврелиан е принуден да се съобрази с Палмирската хегемонията на изток и за известно време признава Вабалат за владетел без обаче да признае титлата му на император.
През 272 – 273 Палмира е победена във войната с Рим, губи всичките си владения, а самият град е превзет и разрушен. Вабалат и Зенобия са пленени и изпратени в Рим, но според Зосим Вабалат умира по пътя.